# 25801 Oliviaschwob
25801 Oliviaschwob è un asteroide della fascia principale. Scoperto nel 2000, presenta un'orbita caratterizzata da un semiasse maggiore pari a 2,9296087 UA e da un'eccentricità di 0,0761251, inclinata di 2,64280° rispetto all'eclittica.